# اویل
اویل، روستایی است از توابع بخش کجور شهرستان نوشهر در استان مازندران ایران.

## جمعیت
این روستا در دهستان زانوس‌رستاق قرار دارد و براساس سرشماری مرکز آمار ایران در سال ۱۳۸۵، جمعیت آن ۱۴۸ نفر (۵۸خانوار) در قالب ۷۳ مرد و ۷۵ بوده‌است.
این روستا قدمتی چندصد ساله دارد. حمام قدیمی این روستا قدمتی ۶۵۰ ساله دارد همین گونه امام زاده‌ای که در نزدیکی این روستا قرار دارد(سرجار) که به گفته مورخین و کار شناسان قدمتی حدود 2500
سال داشته و بقایای مقبره سردار و حاکم کوروش کبیر که وظیفه حراست از گنج‌های قنیمتی ان پادشاه قدرتمند و همچنین حکمرانی بر منطقه را عهده‌دار بود.
همچنین میتوان این روستا را از معدود روستاهای شمالی کشور بر شمرد که از طبیعت دوگانه جنگلی کوهستانی دانست
چشمه‌های اب معدنی که در خاک بخش جنگلی این روستا قرار دارد از بهترین ابهای جهان از نظر پاکی سلامت و طبی هستند 

مردم اویل از قومیت طبری هستند. مردم اویل به زبان طبری و گویش کجوری سخن می‌گویند.